# Annette Kahn
Pour les articles homonymes, voir Kahn.
Annette Kahn est une journaliste et écrivaine française, née le 20 janvier 1941 à Saint-Étienne (Loire).

## Biographie
Annette Kahn est la fille de Robert Kahn, industriel dans la métallurgie, résistant durant la Seconde Guerre mondiale, assassiné sur ordre de Klaus Barbie le 17 août 1944. Sa tante Suzanne créa pour elle et son frère Paul-Émile parmi les premiers ours en peluche souples commercialisés en France. Pupille de la Nation, Annette Kahn fait ses études à Paris (lycée Janson-de-Sailly, lycée La Fontaine, et lycée Molière) et au lycée Hoche de Versailles. Elle débute comme journaliste à L'Aurore en 1959 et est alors citée comme la plus jeune journaliste de France.

## Journaliste
Annette Kahn travaille d'abord aux informations générales. Elle devient ensuite chroniqueuse judiciaire, assurant à ce titre la rubrique judiciaire et les comptes-rendus de procès. Elle est alors élue vice-présidente de l'Association de la presse judiciaire. Amie d'enfance de Pierre Desproges, c'est elle qui le fait entrer à L'Aurore. En 1979, Annette Kahn rejoint Le Quotidien de Paris comme chef du service « Société », créé et dirigé par Philippe Tesson. En 1984, elle entre à l'hebdomadaire Le Point, alors dirigé par Claude Imbert, où elle occupe successivement les fonctions de chef des services « Société-Investigation », « France », puis « Ville-Environnement ».
En 1994, Annette Kahn devient rédactrice en chef adjointe du quotidien InfoMatin, qu'elle rejoint au moment de sa création et où elle reste jusqu'en fin d'année 1995. Le journal, alors repris par André Rousselet, cesse d'être édité en janvier 1996.
À partir de 1997, Annette Kahn devient secrétaire générale de la rédaction de L'Événement du jeudi.

## Des livres pour l'Histoire
Annette Kahn publia des ouvrages biographiques et historiques sur la période de la Seconde Guerre mondiale. En 1990, elle écrivit d'abord à la demande de l'éditeur américain Simon & Schuster de New York, Why my father died, un récit de la Résistance et de l'assassinat de son père sur les ordres de Klaus Barbie, entrecroisé de témoignages du procès de ce bourreau nazi, qu'elle suivit à Lyon pour Le Point. L'édition américaine est préfacée par Elie Wiesel. Ce livre a été repris en France en deux ouvrages par les éditions Payot. Le premier tome, Robert et Jeanne, a été couronné par plusieurs prix littéraires (prix Henri-Hertz de la Chancellerie des universités de Paris, prix du Palais Littéraire, prix de la Wizo). Le deuxième, Personne ne voudra nous croire, se veut être un document faisant historiographiquement sens sur le procès et les événements de l'Occupation, en rassemblant les témoignages des victimes de Klaus Barbie. Annette Kahn écrivit ensuite pour Éditions Robert Laffont, un ouvrage sur le fichier des Juifs établis pendant l'Occupation et ensuite retrouvés à Paris. Ce livre est préfacé par Serge Klarsfeld.
Annette Kahn publie ensuite une biographie de l'artiste français Yves Klein (1928–1962), pour les éditions Stock.

## Distinctions
Le 31 décembre 2020, elle est nommée au grade de chevalier dans l'ordre national de la Légion d'honneur au titre de « ancienne journaliste et écrivain ; 41 ans de services ».

## Ouvrages
- Robert et Jeanne, Paris, Payot, 1990.
- (en) Why my father died, New York, Simon & Schuster, 1991. Préface d'Elie Wiesel.
- Personne ne voudra nous croire, Paris, Payot, 1991.
- Le Fichier, Paris, Robert Laffont, 1992. Préface de Serge Klarsfeld.
- Yves Klein, le maître du bleu, Paris, Stock, 2000.